# Barbara Maix
Barbara Maix, in religione Maria Barbara della Santissima Trinità (Vienna, 27 giugno 1818 – Catumbi, 17 marzo 1873), è stata una religiosa austriaca, fondatrice della congregazione delle suore del Cuore Immacolato di Maria. È stata beatificata per decreto di papa Benedetto XVI nel 2010.

## Biografia
Figlia di un domestico della casa imperiale, rimase orfana di entrambi i genitori a quindici anni.
Nel 1843 fondò a Vienna le Suore del Cuore Immacolato di Maria, ma nel 1848 dovette trasferire la sua opera in Brasile, dove l'istituto ebbe una notevole diffusione.
Morì nel 1873.

## Il culto
Il 3 luglio 2008 papa Benedetto XVI ha decretato le sue "virtù eroiche" riconoscendole il titolo di venerabile.
Il 27 marzo 2010 lo stesso pontefice ha riconosciuto l'autenticità di un miracolo attribuito all'intercessione di madre Barbara, consentendone l'innalzamento all'onore dell'altare.
Barbara Maix è stata proclamato beata in una cerimonia presieduta da Lorenzo Baldisseri, nunzio apostolico in Brasile, celebrata a Porto Alegre il 6 novembre 2010.